# 구절초
구절초(九節草, Korean Chrysanthemum)는 국화과의 여러해살이 풀이다. 50~100 cm 정도로 자라고 뿌리줄기가 옆으로 길게 뻗으며 번식한다. 어긋나기를 하는 잎은 매우 작고 끝이 갈라져 있다. 구일초(九日草), 선모초(仙母草)라고도 한다. 옛부터 부인병을 다스리는 약으로 쓰였다. 구절초라는 이름은 중양절인 음력 9월 9일에 꺽는 것이 가장 약효가 좋다고 하여 붙여다는 설과 음력 5월 5일인 단오에는 다섯 마디였던 것이 그 즈음이 되면 아홉 마디가 된다고 하여 붙였다는 설이 있다.

## 분류
구절초, 산구절초, 가는잎구절초는 모두 Dendranthema zawadskii로 묶이는 같은 종 내의 변종이다.
- 구절초: Dendranthema zawadskii var. latilobum (Maxim.) Kitam.[1]
- 산구절초: Dendranthema zawadskii (Herbich) Tzvelev[4]
- 가는잎구절초: Dendranthema zawadskii var. tenuisectum (Kitag.) Pak[5]

한편 바위구절초의 학명은 Dendranthema oreastrum 또는 Chrysanthemum indicum var. leucanthum Nakai 로 다른 종으로 분류된다.

## 생태
높은 지대의 능선을 따라 자생하는 경우가 많지만 들에서도 자란다. 꽃은 9월~10월 무렵에 피고 희거나 옅은 분홍색을 띈다. 여러 개의 노란 암술이 가운데에 피고 주변에 꽃잎이 겹꽃으로 나는 두상화서(頭狀花序)를 보인는데 이는 들국화로 불리는 국화속 식물들의 공통적인 특징이다. 열매는 노란 암술부분에 그대로 영글며 씨앗을 맺어도 터져 흩어지지 않고 그대로 매달려 있는 수과(瘦果)이다. 물빠짐만 좋으면 어디든 잘자라고 짙은 국화 향기가 나기 때문에 관상용으로도 많이 심는다.

## 이용
구절초는 옛부터 차나 약으로 이용하여 왔다. 특히 월경 장애 등에 쓰였고 민간에서는 임신을 돕는다는 속설이 있다. 그러나 이는 여성 건강의 복잡한 여러 상황을 알지 못하던 때의 치료법일 뿐으로 오늘날 이를 과신하면 안된다. 구절초의 성분 분석에서는 두 종의 항균성 물질이 확인되었다. 보신양, 강근골, 거한습에 효능이 있고 양허냉사에 사용한다.